# 契诃夫卡河
契诃夫卡河（俄语：Река Чеховка）或野田川（日语：／）是萨哈林州霍尔姆斯克区的河流，源起南卡梅绍维山脉斯潘貝格山，长42公里，流域面积196平方公里，在契诃夫镇注入鞑靼海峡。